# Werner Steinkirchner
Werner Steinkirchner (* 1. August 1960 in Straubing) ist ein ehemaliger deutscher Fußballspieler und gegenwärtiger Fußballtrainer.

## Karriere
Wie sein Bruder Alfred aus der Jugend des TSV Straubing hervorgegangen, verpflichtete ihn der FC Bayern München 1977 für deren Amateurmannschaft, für die er bis 1979 aktiv war. Mit Saisonbeginn 1979/80 stand er als Amateur im Profikader, wurde aber schon zum 1. Oktober über ein einvernehmliches Leihgeschäft an die Stuttgarter Kickers verliehen.
Am 13. Oktober (11. Spieltag) gab er sein Zweitliga-Debüt beim 1:0-Sieg im Auswärtsspiel gegen Wormatia Worms. Am 8. Dezember (19. Spieltag) gelangen ihm beim 8:1-Sieg im Heimspiel gegen den SV Röchling Völklingen seine ersten beiden Tore im bezahlten Fußball. Alle fünf Tore in seinen 25 Ligaspielen erzielte er in Heimspielen. Auch im DFB-Pokal-Wettbewerb kam er zu zwei Einsätzen und erzielte ein Tor. Nach Ende der Leihfrist kehrte Steinkirchner zurück zu den Münchner Amateuren und blieb bis Ende der Saison 1983/84, in der er mit den Bayern Vizemeister wurde. Danach kehrte er zu seinem Jugendverein TSV Straubing zurück.
Von 1992 an trainierte er mehrere bayerische unterklassige Vereine; seit der Saison 2013/14 betreut er als Co-Trainer sowohl die Mannschaft des SC 1928 Rain, als auch die der Reserve (SC 1928 Rain II) aus der gleichnamigen Gemeinde im Landkreis Straubing-Bogen.